# Nathan Chytraeus
Nathan Chytraeus, född 1543 i Metzingen, Pfaltz, död 1598, var en tysk poet och rektor vid gymnasiet i Bremen. Chytraeus gjorde en resa genom England, Frankrike och Italien. Han var bror till David Chytraeus.

### Psalmer
- Hjälp Herre mild, hur står det till  (Hilf Gott mein Herr, wo kommes)